# Stefan Hulfeld
Stefan Hulfeld (* 22. März 1967) ist ein Schweizer Theaterwissenschaftler.

## Biografie
Stefan Hulfeld absolvierte das Grundstudium Germanistik, Philosophie und Latinum an der Universität Bern. Neben dem darauffolgenden Studium der Theaterwissenschaft (ebenso in Bern) ging er theaterpraktischen Tätigkeiten in Berlin, Graz und Avignon nach. 1999 wurde Hulfeld promoviert (summa cum laude) und 2006 habilitierte er sich mit der Schrift Theatergeschichtsschreibung als kulturelle Praxis? Ein Beitrag zur Geschichte des Wissens über Theater. Seit Oktober 2006 ist Stefan Hulfeld Universitätsprofessor für Theater- und Kulturwissenschaft an der Philologisch-Kulturwissenschaftliche Fakultät der Universität Wien. Von Oktober 2012 bis September 2014 war er Institutsvorstand am Institut für Theater-, Film- und Medienwissenschaft und von Oktober 2012 bis September 2016 Vize-Dekan für Forschung der Philologisch-Kulturwissenschaftlichen Fakultät der Universität Wien.

## Lehre und Wissenschaft
Mit dem Fokus auf Ältere europäische Theatergeschichte, Theatertheorie, Commedia all'improvviso, Theatergeschichte und Dramaturgie des 18. Jahrhunderts, Geschichte der Theatergeschichtsschreibung und Gegenwartsdramatik beschäftigt sich Stefan Hulfeld mit grundlegenden theatertheoretischen und -historiografischen Fragestellungen. Dabei gelten mitunter die Forschungen von Rudolf Münz (1931–2008) über Theatralität und Theatralitätsgefüge als Basis seiner Auseinandersetzungen. Hulfeld stellt wiederholt die beiden Fragen: 1. wie kann man über Theater sprechen und 2. was bedeutet es, wenn über das Theater spricht.
In diesem Zusammenhang stellt Hulfelds Konzept von "theatralen Interaktionen" ein wesentliches Modell dar, um über unterschiedliche Theatertypen (in einem Gefüge von "Theaterspiel", "Lebenstheater", "Kunsttheater" und "Nicht-Theater") denken und sprechen zu können, ohne sich auf institutionalisierte Theaterformen beschränken zu müssen.
Zu einer "kulturellen Praxis" zählt Hulfeld sowohl Theatergeschichte als auch Historiografie. Der Eindruck täusche, wenn Handbücher "von paradigmatischen Innovationen oder epochenspezifischen Leistungen" schreiben. Eine Synthese sei nicht immer zu belegen, und solche Ansätze verschleiern die Tatsache, dass "Theatergeschichte und Historiographie als kulturelle Praxis" von ihrer eigenen Subjektivität eingeschränkt sind.

## Publikationen

### Autor
- Einführung in die Lektüre der Scenari più scelti d’istrioni. In: Stefan Hulfeld (Hrsg.): Scenari più scelti d’istrioni. Wie unten, S. 9–112.
- Modernist Theatre. In: David Wiles, Christine Dymkowski (Hrsg.): The Cambridge Companion to Theatre History. Cambridge University Press, Cambridge 2013, ISBN 978-0-52176-636-4, S. 15–32.
- Autorschaft und Improvisationsspiel. Plautus’ Menaechmi in der italienischen Commedia all’improvviso. In: Corinna Kirschstein, Sebastian Hauck (Hrsg.): Akteure und ihre Praktiken im Diskurs. Aufsätze. Leipziger Universitätsverlag, Leipzig 2012, ISBN 978-3-86583-532-1, S. 376–409.
- Improvisationscomoedie. Drama und Maskenspiel im 16.-18. Jahrhundert. In: Peter W. Marx (Hrsg.): Handbuch Drama. Theorie, Analyse, Geschichte. J. B. Metzler, Stuttgart/Weimar 2012, ISBN 978-3-4760-2348-3, S. 224–230.
- ‘…riesige Jetztzeit, die triumphierend ihre vier Monate gegen zwei Jahrtausende in die Wagschale wirft…’. Krähwinkel 1848 oder Theatergeschichte aus der Perspektive eines unzeitgemäßen Komödianten. In: Gerda Baumbach (Hrsg.): Auf dem Weg nach Pomperlörel – Kritik »des« Theaters. Leipziger Universitätsverlag, Leipzig 2010, ISBN 978-3-86583-422-5, S. 254–279.
- Sprechtheater. Genese einer historischen Kategorie, Aporien der Praxis. In: Ulrike Landfester, Caroline Pross (Hrsg.): Theatermedien. Theater als Medium – Medien des Theaters. Haupt, Bern/Stuttgart/Wien 2010, ISBN 978-3-258-07562-4, S. 71–91.
- Schauspieltechniken der Commedia all'improvviso. In: Thomas Drescher (Hrsg.): Basler Jahrbuch für Historische Musikpraxis. Improvisatorische Praxis vom Mittelalter bis zum 18. Jahrhundert. Band 31. Amadeus, Winterthur 2009, ISBN 978-3-905786-07-1, S. 95–106.
- Imaginäre Öffentlichkeit. Das Theatrum der Humanisten und jenes der Medici-Feste. In: Erika Fischer-Lichte, Matthias Warstat (Hrsg.): Staging Festivity. Theater und Fest in Europa. Francke, Tübingen 2009, ISBN 978-3-7720-8318-1, S. 245–259.
- Paris 1697/1716. Neue Szenen des alten Théâtre Italien. In: Stefan Hulfeld, Andreas Kotte, Friedmann Kreuder (Hrsg.): Theaterhistoriographie. Kontinuitäten und Brüche in Diskurs und Praxis. Francke, Tübingen 2007, ISBN 978-3-7720-8212-2, S. 89–114.
- Theatergeschichtsschreibung als kulturelle Praxis. Wie Wissen über Theater entsteht. Chronos, Zürich 2007, ISBN 978-3-03-400848-8.
- zusammen mit Andreas Kotte: Ein Buch mit fünf Siegeln. Überlegungen zum Bildcodex Ms. 180 der Spencer Collection. In: Michael Stolz, Adrian Mettauer, Yvonne Dellsperger, André Schnyder, Hendrik Kuschel (Hrsg.): Buchkultur im Mittelalter. Schrift – Bild – Kommunikation. De Gruyter, Berlin 2005, ISBN 3-11-018922-4, S. 295–312.
- zusammen mit Werner Wüthrich: Bertolt Brecht und die Schweiz. Chronos, Zürich 2003, ISBN 3-03-400564-4.
- Das eingebildete Ganze in der Theatergeschichte. Überlegungen zur Rezeption Molières Malade imaginaire. In: Hans-Peter Bayerdörfer (Hrsg.): Stimme, Klänge, Töne. Synergien im szenischen Spiel. Narr, Tübingen 2002, ISBN 978-3-8233-5230-3, S. 507–518.
- Zähmung der Masken, Wahrung der Gesichter. Theater und Theatralität in Solothurn 1700-1798. Chronos, Zürich 2000, ISBN 3-905314-11-8.
- Öffentliches Zutrinken zum Trotz und als Strafe. Theoretische Probleme der Suche nach Theater in Ratsprotokollen des 18. Jahrhunderts. In: Gabriele Brandstetter, Helga Finter, Markus Weßendorf (Hrsg.): Grenzgänge. Das Theater und die anderen Künste. Narr, Tübingen 1998, ISBN 3-8233-5224-5, S. 351–360.
- Bürgerliches Theater in Solothurn 1753 bis 1755. In: Andreas Kotte (Hrsg.): Sondierungen zum Theater. Zehn Beiträge zur Theatergeschichte der Schweiz. Enquêtes sur le théâtre. Theaterkultur-Verlag, Basel 1995, ISBN 3-908145-24-4, S. 143–196.

### Herausgeber
- Scenari più scelti d’istrioni. Italienisch-Deutsche Edition der einhundert Commedia all’improvviso-Szenarien aus der Sammlung Corsiniana. Unter Mitarbeit von Demis Quadri, Sebastian Hauck und Stefano Mengarelli. Mit 102 farbigen Abbildungen. Vienna University Press bei V&R unipress, Göttingen 2014, ISBN 978-3-8471-0080-5.
- Maske und Kothurn. Internationale Beiträge zur Theater-, Film- und Medienwissenschaft. Theater/Wissenschaft im 20. Jahrhundert. Beiträge zur Fachgeschichte (gemeinsam mit Birgit Peter). 55. Jahrgang, Heft 1/2, Böhlau, Wien 2009, ISBN 978-3-205-78338-1.
- Theaterhistoriographie. Kontinuitäten und Brüche in Diskurs und Praxis (gemeinsam mit Andreas Kotte und Friedmann Kreuder). Francke, Tübingen 2007, ISBN 978-3-7720-8212-2.